# Iván García (tuffatore)
Iván Alejandro García Navarro (Guadalajara, 25 ottobre 1993) è un tuffatore messicano.
Ha rappresentato il Messico ai Giochi olimpici di Londra 2012, dove, in coppia con Germán Sánchez, si è aggiudicato la medaglia d'argento nel concorso dalla piattaforma 10 metri sincro.

## Biografia
Ha studiato business administration all'Universidad del Valle de México. E' allenato da Ivan Bautista.
In squadra con Germán Sánchez, ha partecipato ai Campionati mondiali di nuoto di Pechino 2011 nella piattaforma 10 metri sincro dove ha ottenuto il settimo posto alle spalle della coppia britannica composta da Peter Waterfield e Thomas Daley.
Nel 2011, davanti al pubblico di casa, ha vinto la medaglia d'oro nella piattaforma 10 metri sincro ed individuale ai Giochi panamericani disputati nella sua città natale: Guadalajara.
Ai Giochi olimpici di Londra 2012 ha gareggiato nei tuffi dalla piattaforma 10 metri individuale e sincronizzati.
Ha sposato la tuffatrice Paola Espinosa, con la quale ha avuto una figlia di nome Ivana.

## Palmarès
- Giochi olimpici

Londra 2012: argento nel sincro 10 m.
- Mondiali

Kazan' 2015: argento nel sincro 10 m.
- Coppa del mondo

Londra 2012: argento nella sincro 10 m.
Shanghai 2014: bronzo nella piattaforma 10 m.
- Giochi panamericani

Guadalajara 2011: oro nella piattaforma 10 m e nel sincro 10 m.
Toronto 2015: oro nella piattaforma 10 m.
Lima 2019: oro nel sincro 10 m e argento nella piattaforma 10 m.
- Giochi olimpici giovanili

Singapore 2010: bronzo nella piattaforma 10 m.